# 松平清昌
松平 清昌（まつだいら きよまさ）は、江戸時代前期の旗本。三河国宝飯郡西郡の初代領主。竹谷松平家8代当主。

## 生涯
文禄2年（1593年）、徳川氏家臣で三河吉田藩の初代藩主となる松平家清の庶子（次男）として誕生。
始め幕府に江戸城書院番士として仕えた。慶長17年（1612年）、父の死後間もなく家督を継いでいた異母兄・忠清が死去し、三河吉田藩の竹谷松平家は無嗣除封となった。竹谷松平家のこれまでの勲功を考慮した幕府は、庶弟の清昌に5千石を与えて、交代寄合の大身旗本とすることで、御家の存続を許した。
大名ではなくなり封地は没収となったが、替地として縁ある宝飯郡西郡（現在の愛知県蒲郡市）11ヵ村の領主として封じられた。同地に蒲形陣屋を築いた。この相続の際、藩内では叔父の清定が家老格として3千2百石を給されており、その子であり若い清信への相続も考慮されたが、清信はまだ9歳と幼少過ぎたため、年長の清昌を跡目としたといわれる。この家系は別途取り立てられ旗本となっている。
家名は存続したとはいえ3万石から5,000石にまで減少した石高により、緊縮財政の政策が求められた。その一つとして、それまでの竹谷家の菩提寺として、初代からの龍台院と三河吉田藩以降の全栄院などに分かれていた諸院を全部併せ、龍台山天桂院とした。
大坂の陣では、冬・夏共に36騎を率いて参戦した。元和3年（1617年）7月、2代将軍徳川秀忠の上洛に随従し、父や兄以来続く玄蕃頭に叙任された。翌月8月には宮中関係各者への御礼を済ませている。一方で、武芸にも励んでいた清昌は、弓の印可目録4巻を授けられている。
寛永3年（1626年）、大御所となっていた秀忠の再上洛に供奉した。二条城での宴のために後水尾天皇と中宮和子（秀忠の五女）が御移りになる際に、中宮の御車の直前を進む騎衛の諸大夫20人の一人に選ばれ、任に就いた。
寛永9年（1632年）、秀忠死去に伴い、徳川家光による秀忠の遺金の下賜として銀3枚を拝領した。寛永7年（1630年）・同10年（1633年）に大坂城の勤番を務めた。寛永13年（1636年）、大坪流馬術の秘伝目録を授かる。
明暦元年（1655年）、死去。

浅野氏と縁があり、清昌らの姉妹が徳川家康の養女として常陸国笠間藩主の浅野長重へ嫁いでいる。この室と長重の間の男子が長直であった。長直には嗣子が長らく居なかった。そこで家格こそ低いものの人品が高いと評判であり、生母と縁続きの清昌の人品の高さに期待がかけられ、清昌の子の1人を長直の嗣子に望まれ、のちに浅野長賢と名乗った。ところが長賢の入嗣後に、長直に実子が誕生したため、長賢は次男の扱いを受け、別家を立て3千5百石の旗本となった。